# Lennus II
Lennus II: Fuuin no Shito (レナスII　封印の使徒? "Lennus II: The Apostles of the Seals") är ett rollspel utgivet 1996 av Asmik Corporation till Super Famicom. Spelet är uppföljare till Paladin's Quest.
Musiken fick bra kritik, och två spår spelades in av Tokyofilharmonikerna inför Orchestral Game Music Concerts.

### Fotnoter
1. 1 2 3 4 5  ”släppinformation”. Gamefaqs. Arkiverad från originalet den 9 april 2010. https://web.archive.org/web/20100409153344/http://www.gamefaqs.com/console/snes/data/563031.html. Läst 3 maj 2014.
2. ↑  Farand, Eric. ”Orchestral Game Concert 4”. RPG Fan.com. Arkiverad från originalet den 23 december 2008. https://web.archive.org/web/20081223205915/http://www.rpgfan.com/soundtracks/ogc4/. Läst 3 maj 2014.
3. ↑  Gann, Patrick. ”Orchestral Game Concert 5”. RPG Fan.com. Arkiverad från originalet den 17 juli 2008. https://web.archive.org/web/20080717000152/http://www.rpgfan.com/soundtracks/ogc5/. Läst 3 maj 2014.